# Hugh de Neville
Hugh de Neville (falecido em 1234) foi o chefe da guarda florestal sob os reis Ricardo I, João e Henrique III da Inglaterra; ele foi o xerife de vários condados. Depois que Ricardo se tornou rei em 1189, Neville continuou em seu serviço e o acompanhou na Terceira Cruzada. Neville permaneceu no serviço real depois do falecimento de Ricardo em 1199 e a ascensão do rei João ao trono, tornando-se um dos favoritos do novo rei e frequentemente jogando com ele. Ele foi citado na Magna Carta como um dos principais conselheiros de João, e considerado por um cronista medieval como um dos "conselheiros do mal" do rei João. Ele abandonou João depois da invasão francesa da Inglaterra em 1216, mas voltou para jurar lealdade ao filho de João, Henrique III, depois da ascensão deste ao trono no fim daquele ano. O serviço real de Neville continuou até seu falecimento em 1234, embora ele fosse uma figura menos significativa do que no auge de seus poderes.